# 제2세대 여성주의

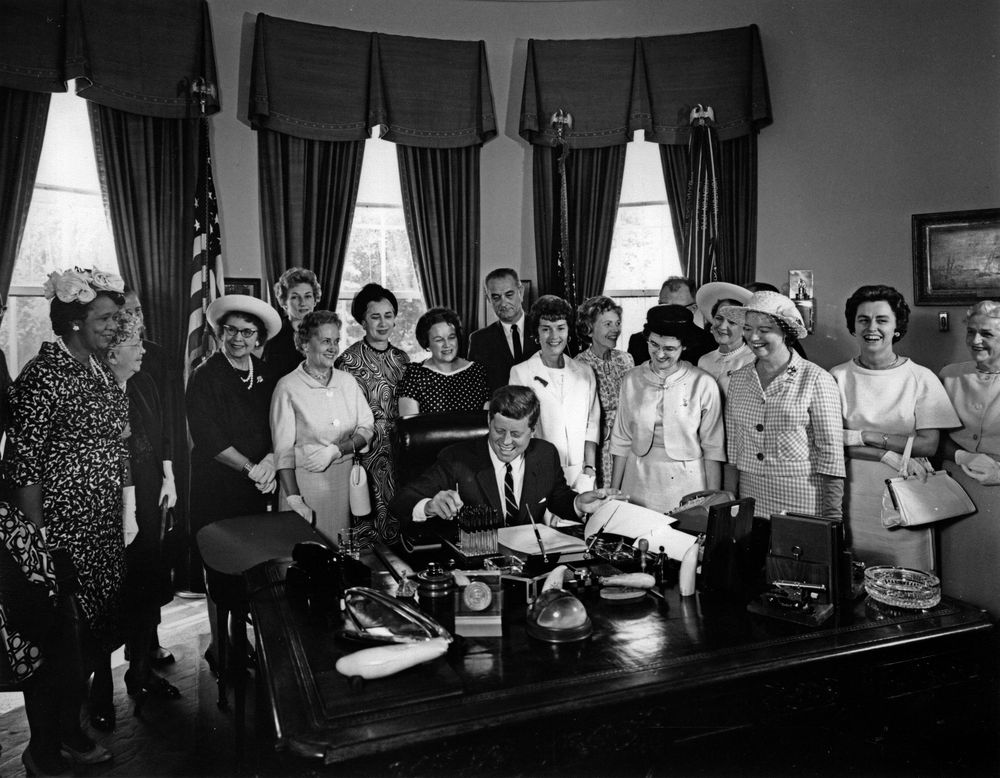
존 F. 케네디와 함께한 미국 대학 여성 협회 회원들. 1963년 평등임금법에 서명한 케네디.

제2파/제2물결 여성주의(第二波 女性主義, (영어: second-wave feminism) 또는 제2세대 여성주의(第二世代 女性主義)는 1960년대 미국에서 시작되어 서구세계 전체로 퍼진 여성주의 운동이다. 최초 발생지였던 미국에서는 1980년대 초까지 지속되었다. 서양과 아시아 일부(터키, 이스라엘 등)에서 힘을 얻었다. 급진 여성주의가 이 시기를 상징하는 사조다.
제1세대 여성주의가 여성 참정권을 비롯하여 제도적 성평등(투표권, 재산권 등)에 집중한 데 비하여, 제2세대 여성주의는 섹슈얼리티, 가족, 재생산 권리, 불평등 등으로 담론 범위를 넓혔다. 제2세대 여성주의는 군사, 언론, 스포츠 등의 분야에서 여성의 권리를 옹호했으며, 가정 폭력과 부부 강간에 대한 경각심을 고취하고 성폭력 피해여성 보호소의 설립, 이혼법의 개정 등의 성과를 남겼다. 남녀 평등 수정헌법을 제안하기도 했으나, 필리스 슐래플리 등이 이끄는 보수여성단체 및 반여성주의자들이 남녀평등헌법은 곧 여성 징병을 의미하는 것이라고 주장하여 이것은 좌절되었다.
많은 역사학자들은 제2세대 여성주의가 1980년대 초 성애와 포르노에 관한 여성주의 섹스 전쟁을 전후하여 종료되고, 1990년대 초에 제3세대 여성주의 시대가 시작되었다고 보고 있다.

## 같이 보기
- 미국 철학
- 민권운동
- 1960년대 반문화
- 여성주의의 운동과 이념
- 제1세대 여성주의
- 성혁명
- 제3세대 여성주의